# Suore della famiglia del Sacro Cuore di Gesù
Le Suore della Famiglia del Sacro Cuore di Gesù, dette di Brentana, sono un istituto religioso femminile di diritto pontificio: le suore di questa congregazione pospongono al loro nome la sigla F.S.C.G.

## Storia
Le origini della congregazione risalgono al 22 settembre 1880, quando Laura Baraggia, insieme con tre compagne, diede inizio a Brentana (presso Sulbiate) alla Compagnia di Sant'Orsola, eretta canonicamente il 21 luglio 1881.
Con l'aiuto del gesuita Ottone Terzi e del parroco Ercole Riva, la Baraggia preparò norme speciali di vita per la comunità basate sulla regola di sant'Angela Merici: le prime regole della pia casa delle orsoline di Brentana furono approvate da Luigi Nazari di Calabiana, arcivescovo di Milano, il 3 gennaio 1883.
Le suore della congregazione si diffusero inizialmente in Lombardia e, dal 1933, nell'Italia meridionale. La prima casa all'estero fu fondata in Svizzera nel 1962.
L'istituto ricevette il pontificio decreto di lode il 28 settembre 1894 e le sue costituzioni ottennero l'approvazione definitiva il 27 febbraio 1923.

## Attività e diffusione
Le suore si dedicano alla riparazione al Sacro Cuore di Gesù, all'istruzione e all'educazione cristiana della gioventù, alla cura delle suppellettili delle chiese e all'assistenza agli ammalati.
Oltre che in Italia, sono presenti in Repubblica Democratica del Congo; la sede generalizia è a Brentana di Sulbiate.
Alla fine del 2011 la congregazione contava 125 religiose in 20 case.